# Fiebrigella cephalotes
Fiebrigella cephalotes är en tvåvingeart som först beskrevs av Seguy 1938.  Fiebrigella cephalotes ingår i släktet Fiebrigella och familjen fritflugor. Inga underarter finns listade i Catalogue of Life.